# Serse Soverini
Serse Soverini (Bologna, 18 aprile 1962) è un politico italiano.

## Biografia
Diplomato all’istituto tecnico industriale si iscrive alla facoltà di scienze politiche e fonda insieme a Franco Morpurgo e Alessandro Turrini il circolo Arci “La Cava”, trasformandolo in un innovativo luogo di incontro, di progettazione sociale e culturale.

### Attività lavorativa
Si dedica ad attività imprenditoriali e di consulenza, lavorando con l’imprenditore Alberto Vacchi, presidente e amministratore delegato di IMA. Dal 2010 al 2017 svolge attività di consulenza per Unindustria Bologna, Confindustria Emilia. Le sue attività si concentrano principalmente su progetti di sviluppo in ambito internazionale e sulla promozione di filiere di valore in grado di competere nei nuovi mercati.
Ha lavorato con varie organizzazioni e fondazioni no profit (Cuamm, Fondazione Isabella Seragnoli) e ha organizzato la costituzione della Fondazione ITS Bologna per l'istruzione tecnica superiore. Attualmente collabora con Coopselios, cooperativa sociale di Reggio Emilia per l'apertura di centri educativi per l'infanzia nel mondo.

### Attività politica
La sua attività politica inizia negli anni '90, nel gruppo dei fondatori dei Comitati per l'Italia che vogliamo, svolgendo un ruolo di primo piano durante la campagna elettorale di Romano Prodi.
Nel primo governo Prodi, dal 1996 al 1998, assume l'incarico di Consigliere alla Presidenza del Consiglio. Dal 1998 al 2000 è stato Capo segreteria al Ministero delle Politiche Agricole con il Ministro Paolo De Castro.
Nel 2007 partecipa alla creazione del Comitato Liberalitalia, promosso da Cittadinanzattiva e dall'Associazione nazionale per il Partito Democratico, con l'obiettivo di aprire nuovi spazi di partecipazione civica per i cittadini.
Nel novembre del 2017 fonda, insieme a Giulio Santagata, Maurizio D'Amore e Luigi Scarola, l'associazione politica Area Civica. Alle elezioni politiche del 2018 viene eletto alla Camera dei Deputati, nel collegio uninominale di Imola sostenuto dalla coalizione di centro-sinistra (in quota Area Civica).
Aderisce alla componente del gruppo misto "Civica Popolare-AP-PSI-Area Civica".
Ad ottobre 2018 aderisce ad Italia in Comune, la formazione politica di Federico Pizzarotti.
Il 23 settembre 2019 aderisce al Partito Democratico.
Il 17 maggio 2023 aderisce ad Azione.
Il 12 novembre 2023 diventa segretario provinciale di Azione Bologna battendo l'ex deputata grillina Mara Mucci grazie al sostegno del segretario regionale, nonché senatore, Marco Lombardo.